# Outlaws and Angels
Outlaws and Angels är en amerikansk westernfilm från 2016, som är regisserad, skriven och producerad av JT Mollner. Filmens större roller spelas av Chad Michael Murray, Francesca Eastwood, Teri Polo, Frances Fisher och Luke Wilson.

## Handling
Filmens handling kretsar kring ett gäng bankrånare, lett av en man vid namn Henry, som efter att ha genomfört ett lyckat och framgångsrikt bankrån, på en bank i Cuchillo i New Mexico, flyr över gränsen till grannlandet Mexiko, där hela gänget så kallat ska "dela på vinsten". Men det de inte vet, är att prisjägaren Josiah, tillsammans med resten av sitt gäng, snart är dem hack i häl, och gör allt de kan för att försöka få dem till att bli arresterade. Samtidigt som detta arresteringsförsök görs, så försöker man även ta tillbaka den stulna summan av pengar, så att de återigen kan komma tillbaka till sina rättmätiga ägare.

## Rollista (i urval)
| Chad Michael Murray    | – Henry           |
| Francesca Eastwood     | – Florence Tildon |
| Teri Polo              | – Ada Tildon      |
| Frances Fisher         | – Esther          |
| Luce Rains             | – Augustus        |
| Luke Wilson            | – Josiah          |
| Steven Michael Quezada | – Alonzo          |
| Ben Browder            | – George Tildon   |
| Keith Loneker          | – Little Joe      |
| Connor Paolo           | – Connor          |
| Lela Rose Allen        | – Lulu            |